# Dysdera maronita
Dysdera maronita är en spindelart som beskrevs av Gasparo 2003. Dysdera maronita ingår i släktet Dysdera och familjen ringögonspindlar.
Artens utbredningsområde är Libanon. Inga underarter finns listade i Catalogue of Life.